# Charles Haas (1832-1902)
Pour les articles homonymes, voir Charles Haas et Haas.
Charles Haas, né à Paris le 24 novembre 1832 et mort dans la même ville le 14 juillet 1902, est un homme du monde, célèbre pour avoir été l'un des modèles du Charles Swann de Marcel Proust dans À la recherche du temps perdu.

## Biographie
Charles Nathan Haas naît en 1832 à Paris. Son père, Antoine Haas, originaire de Francfort, s'est installé à Paris au 9 rue d'Artois en 1816, et en 1824, il est fondé de pouvoir chez MM. de Rothschild Frères ; il épouse Sophie Lan, fille d'un commerçant et belle-sœur de David Singer. En 1828, les archives du Consistoire le donnent pour l'un des « cinquante israélites les plus imposés de Paris ». En 1837, il est naturalisé français et demeure rue Laffitte.
Après la mort d'Antoine Haas, sa veuve se remarie avec le docteur Numa Mourgues de Carrère (décédé en 1884), dont elle a un fils, demi-frère de Charles Haas, Gaston Mourgues de Carrère (1845-1932).
Le fils d'Antoine Haas et de Sophie Lan, « merveilleux d'intuition, de finesse et d'intelligence » selon Boni de Castellane, a assez de fortune pour n'avoir pas besoin de gagner sa vie, même si le même Castellane ajoute : « Timide parce que juif, il était le seul de sa race qui fût pauvre, ami de toutes les femmes, choyé dans les salons, prisé des hommes de valeur. Il appartenait à cette catégorie d'oisifs spirituels et inutiles qui étaient comme un luxe dans la société d'alors et dont le principal mérite consistait à potiner, avant le dîner, au « Jockey » ou chez la duchesse de la Trémoille. Si son absence d'occupation n'avait pas été un principe, son intelligence aurait justifié pour lui toutes les ambitions. »

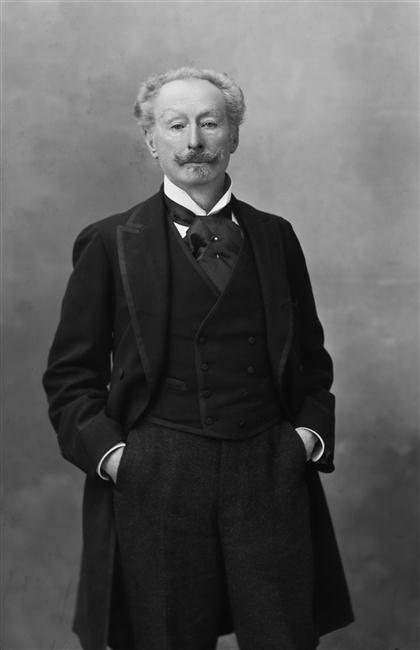
Photographie de Charles Haas, par Nadar (1895).

Haas fréquente les salons littéraires — tels celui de la comtesse Robert de Fitz-James (où l'on croise Marthe Bibesco, Charles de Chambrun, Paul Bourget ou l'abbé Mugnier) ou celui de Mme Émile Straus —, les grandes ventes publiques, le foyer de la Comédie-Française et les ateliers de peinture, en particulier celui de Degas, qu'il a connu chez Mme Hortense Howland.
Il est un habitué des fêtes de Compiègne aussi bien que des « revues » du marquis de Massa.
Il obtient de Prosper Mérimée d'être nommé inspecteur général des monuments historiques en 1868.
Charles Haas a été l'amant de Sarah Bernhardt, qui lui voue une véritable passion. Il a sauté dans un immeuble en flamme (dont elle était la propriétaire) pour sauver son fils et sa grand-mère. Après leur rupture, ils demeurent amis jusqu'à la mort de celui-ci.
En 1881, il a une fille, prénommée Luisita, d'une liaison avec la marquise d'Audiffret, née Adélaïde Ramirez de Arellano. Elle épousera successivement Noël Perret (une fille mariée à Franck Delmas), Louis Pelot puis Vladimir Koreneff-Domogatzky.
Charles Haas meurt en juillet 1902 d'une congestion cérébrale, dans son appartement du 85, avenue de Villiers à Paris. Sa nécrologie dans Le Temps du 15-16 juillet 1902 en brosse un portrait parlant :
« On annonce la mort de M. Charles Haas, que l'Empire avait fait inspecteur des Beaux-Arts et qui était resté un des hommes les plus aimables et les plus spirituels de la société parisienne. / M. Haas, qui vient de succomber à une longue et douloureuse maladie, avait été tenté par la littérature, et il a publié dans la Vie Parisienne des articles pleins d'humour. Il possédait également dans ses cartons une comédie et un drame qui ne virent point le feu de la rampe, leur auteur, après s'être donné la peine de les écrire, ayant reculé devant les soucis de leur représentation. »
Il est inhumé au cimetière du Père-Lachaise (28e division, chapelle Perret-Haas).
Marcel Proust, bien qu'il l'ait peu connu, en a fait l'un des modèles de Charles Swann dans À la recherche du temps perdu, et auparavant du vicomte Perrotin dans Jean Santeuil. Haas a également été un ami de Robert de Montesquiou, modèle de Proust pour le baron de Charlus.

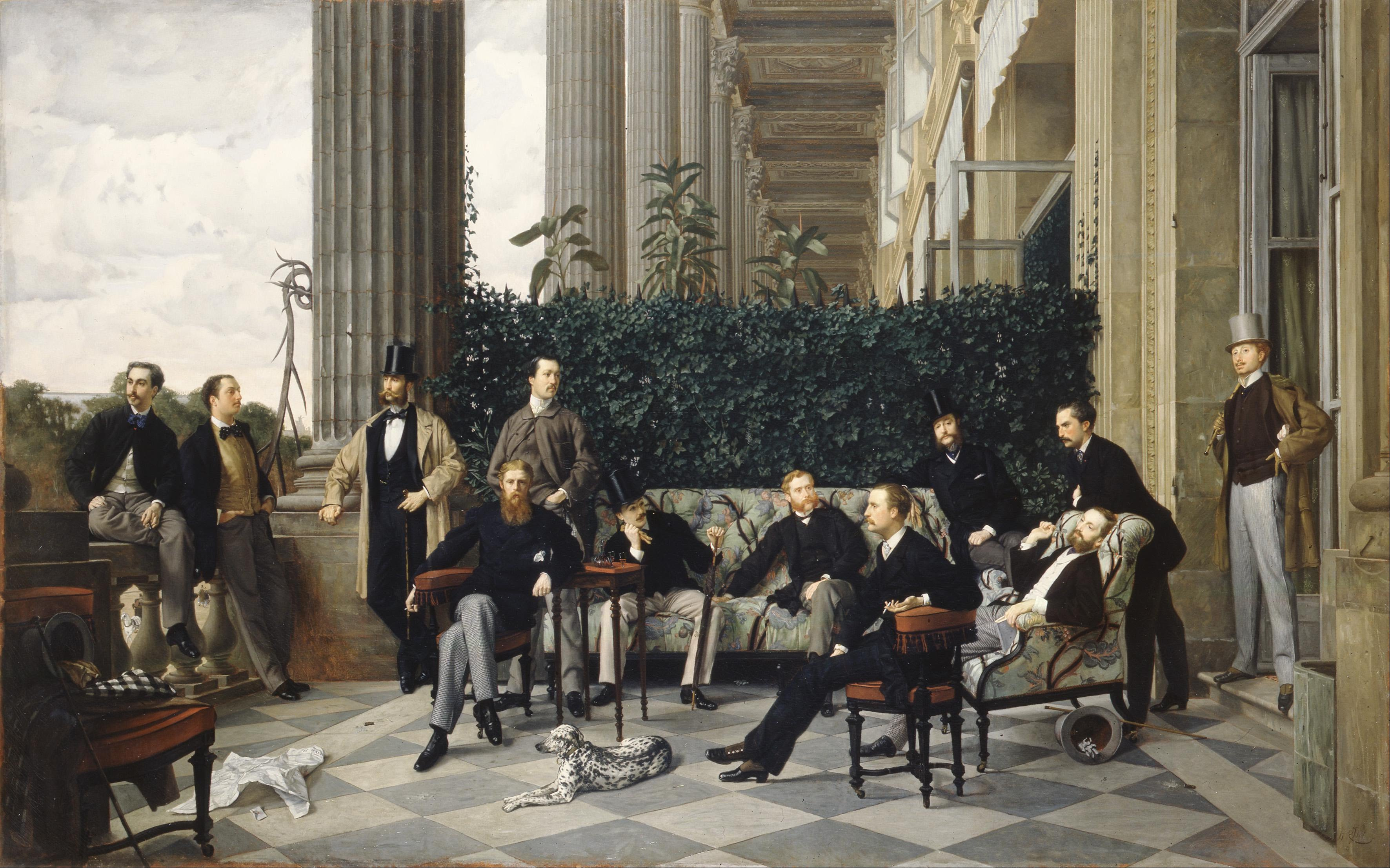
Le Cercle de la rue Royale.
Charles Haas est le personnage le plus à droite.

Le narrateur d'À la recherche du temps perdu s'enorgueillit de l'avoir immortalisé : « Swann était, au contraire, une remarquable personnalité intellectuelle et artistique ; et bien qu'il n'eût rien "produit" il eut la chance de durer un peu plus. Et pourtant, cher Charles Swann, que j'ai si peu connu quand j'étais encore si jeune et vous près du tombeau, c'est déjà parce que celui que vous deviez considérer comme un petit imbécile a fait de vous le héros d'un de ses romans, qu'on recommence à parler de vous et que peut-être vous vivrez. Si dans le tableau de Tissot représentant le balcon du Cercle de la rue Royale, où vous êtes entre Gallifet, Edmond de Polignac et Saint-Maurice, on parle tant de vous, c'est parce qu'on voit qu'il y a quelques traits de vous dans le personnage de Swann. »

## Portraits
Dans le tableau de James Tissot reproduit ci-contre, Le Cercle de la rue Royale (1867 ; collection du baron Hottinguer en 1922), Haas est représenté sur le seuil de la porte-fenêtre, à droite.